# Quixote Box
Quixote Box es un museo inaugurado en julio de 2017 en la localidad española de Pedro Muñoz (Castilla-La Mancha). El museo alberga ediciones de todas las épocas, desde que se publicó, de la famosa obra de Miguel de Cervantes de Don Quijote de la Mancha, donadas por la familia Zunzunegui, heredera de una gran colección de un antepasado suyo: Luis María Zunzunegui Moreno, que fue el que reunió tal extraordinaria colección.

## Historia
El museo fue inaugurado el 19 de julio de 2017 en la sala de arte Malvasía de Pedro Muñoz, transformándola en un museo permanente para alojar tal colección, donada al pueblo por los descendientes de Luis María Zunzunegui. Luis María y su hijo ya habían iniciado conversaciones con el ayuntamiento de Pedro Muñoz para que pudiera alojar la colección en 1967, pero no se pudo llegar a un acuerdo. El coleccionista, gran estudioso de la obra, estaba convencido de que Pedro Muñoz era el pueblo de La Mancha que no quiso mencionar Cervantes al comienzo de Don Quijote de La Mancha con su famosa frase: "Un lugar de La Mancha de cuyo nombre no quiero acordarme..." puesto que en la obra se nombran muchos pueblos de alrededor excepto el susodicho. 
Al morir Luis María, su hijo Alfonso Zunzunegui heredó la colección y le compró la mitad de la colección a su hermano para que no quedara dividida. Alfonso siguió adquiriendo obras relacionadas con el Quijote, aumentando la colección considerablemente. Años más tarde, al fallecer el hijo de Luis María, la herencia se tendría que dividir entre doce herederos, los cuales no querían dividir la colección de su padre y abuelo. 
Los herederos, entre ellos, Adolfo Zunzunegui Ruano, se pusieron en contacto con el ayuntamiento de Pedro Muñoz, ya que encontraron cartas y documentos con las intenciones de su padre y abuelo de querer donar la obra a esta localidad. Estos al no querer dividir la obra, pensaron que la mejor idea era donar toda la colección al ayuntamiento de este municipio manchego con la condición de que habilitaran un lugar digno donde poder exhibirla y así se hizo unos meses más tarde.

## La colección
Se considera una de las colecciones sobre el Quijote más importantes de España, con unos 845 volúmenes y otras obras relacionados con El Quijote y Cervantes en un gran número de idiomas. Entre los ejemplares más notables se encuentran la III edición de Thomas Shelton del año 1656, otro de los Países Bajos de 1696, y otro en la que aparece una dedicatoria a Isabel II. La colección cuenta también con una escultura de Don Quijote en bronce del siglo XIX obra de Jacques Louis Gautier y otra hecha de aperos de labranza típicos de La Mancha donada al museo por el artista Genaro Bastardo.